# Marché politique
Le marché politique est la métaphore du marché économique appliquée aux processus politiques . Son but est d'analyser les comportements des politiques  en imaginant un lieu où s'échangent des votes contre des promesses d'interventions publiques.